# Aspitates taylorae
Aspitates taylorae là một loài bướm đêm trong họ Geometridae.